# Coenandio
Coenandio är en ort i Mexiko.   Den ligger i kommunen Huetamo och delstaten Michoacán de Ocampo, i den södra delen av landet, 230 km väster om huvudstaden Mexico City. Coenandio ligger 202 meter över havet och antalet invånare är 206.
Terrängen runt Coenandio är kuperad åt nordväst, men åt sydost är den platt. Runt Coenandio är det glesbefolkat, med 11 invånare per kvadratkilometer. Närmaste större samhälle är Zirándaro, 9,7 km sydost om Coenandio. I omgivningarna runt Coenandio växer huvudsakligen savannskog.